# DATS 24

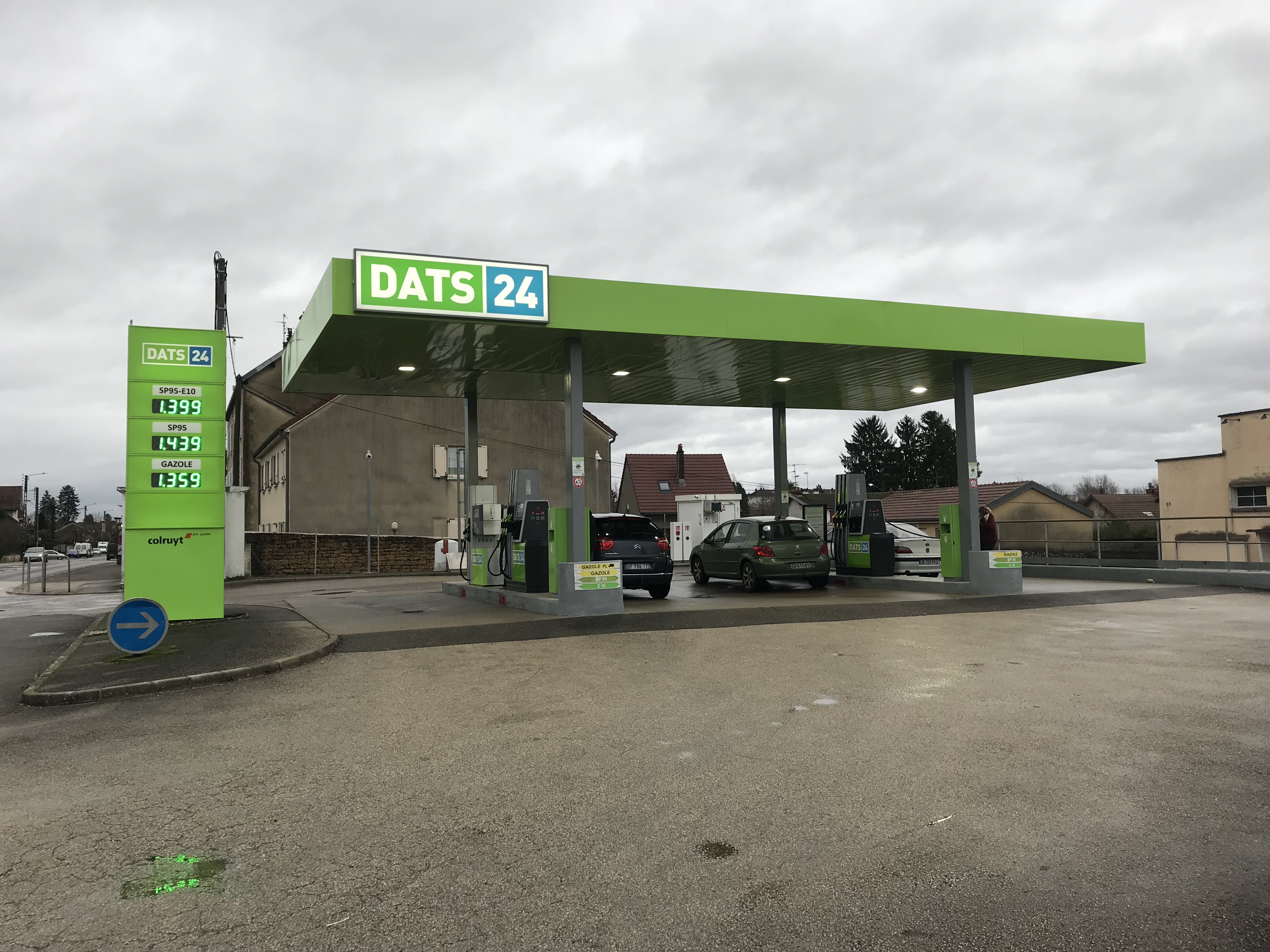

DATS 24 is een Belgisch bedrijf uit de Colruyt Group, met een onbemand tankstationnetwerk met 145 stations verspreid over België en zevenendertig stations in Frankrijk. De naam is een afkorting voor Discount Automatic Tanking Service.
DATS 24 is sinds 2007 een aparte entiteit. Het bedrijf met hoofdzetel in Halle had in 2010 een omzet van 334 miljoen euro. In het boekjaar 2012-2013 was de omzet opgelopen tot 690,3 miljoen euro.
Naast het standaardaanbod wordt in 72 stations ook CNG aangeboden. Het eerste CNG-station in een publiek tankstation in België kwam er in februari 2011 in Halle. In de Antwerpse haven volgde een station voor vracht- en personenwagens.
In oktober 2018 opende DATS 24 het eerste geïntegreerde waterstoftankstation in Europa, te Halle.

## Geschiedenis
Colruyt plaatste in 1972 een eerste volautomatisch onbemand tankstation bij zijn Colruyt Discount-vestiging van Evere. Betaling met debetkaarten was nog geen optie en kredietkaarttransacties waren nog niet elektronisch mogelijk, waardoor Colruyt een eigen sleutel invoerde waarmee klanten konden afrekenen. Dit systeem werd in 1981 vervangen door een DATS 24-betaalkaart, een plastic kaart met magneetstrook en een pincode van twee cijfers gekoppeld aan een kredietovereenkomst waarbij de tankbeurten van de klanten maandelijks werden afgerekend. Klanten die bereid waren de betalingen te laten domiciliëren kregen een korting op de brandstofprijs. Door de geleidelijke uitbreiding van het netwerk kon in 1983 de grens van 2 miljoen liter brandstof per maand behaald worden.
In 1988 werd het netwerk verkocht aan de Kuwait Petroleum Corporation, een beslissing die tijdens de Perzische Golfoorlog van 1990-1991 werd teruggedraaid: Colruyt nam DATS 24 terug over.
DATS 24-stations werden steeds vlak bij Colruyt-warenhuizen ingepland. Het is pas in 2000 dat een eerste DATS-station op een andere locatie dan nabij een warenhuis werd ingepland.
Op 22 oktober 2007 werd het aparte bedrijf DATS 24 opgericht.
In 2009 werd de kaap van 1 miljoen liter brandstof per dag overschreden. Drie jaar later, in 2012, werd deze omzet verdubbeld en verkocht men in het netwerk 2 miljoen liter brandstof per dag.
In 2018 verkreeg DATS 24 een vergunning om elektriciteit te gaan leveren aan bedrijven en particulieren. Sinds 2021 levert het bedrijf daadwerkelijk aardgas en groene elektriciteit in Vlaanderen en Wallonië. De elektriciteit is voornamelijk afkomstig van windparken en zonneparken van Colruyt.
Agip (Eni) · Aral · Argos Oil · AVIA · BP · Esso · Gulf Oil · IQ-Diskont · JET · LUKoil · MOL · OCTA+ · OK Nederland · OMV · Orlen · Q8 · Repsol · Shell · Statoil · Tamoil · Texaco · Total

Onbemande tankstations in België en Nederland: AVIA Xpress · amiGo · DATS 24 · Esso Express · Firezone · OK Express · Q8 Easy · Shell Express · Tamoil Express · Tango · Tinq · Total Express